# Индекс респираторних поремећаја
Индекс респираторних поремећаја (ИРП) или индекс респираторног дистреса је формула која се користи за извештавање о налазима полисомнографије (проучавања спавања). Као и  апнеја-хипопнеја индекс (АХИ) и ИРП  извештава о догађајима респираторног дистреса током спавања, али за разлику од АХИ, овај индекс укључује узбуђења повезана са респираторним напором (respiratory-effort related arousals (RERAs)), који технички не испуњава дефиниције апнеје или хипопнеје, али на неки начин омета дисање током сна и изазива респираторне симптоме који могу изазвати „узбуђења“ повезан са респираторним напором као што је забележено ЕЕГ (електроенцефалограмом) током студије спавања. ЕЕГ одређује фазе сна, а „узбуђење“ се бележи ЕЕГ-ом. Пацијент генерално није свестан да је будан.
RERAs карактерише повећање респираторног напора као што је диспнеја (прачено смањењем притиска у једњаку) током 10 секунди или више што доводи до узбуђења током сна, али је оно које не испуњава критеријуме за хипопнеју или апнеју. 

## Дијагноза
Златни стандард за мерење RERAs је манометрија једњака, према препоруци Америчке академије за медицину спавања. Међутим, како је манометрија једњака непријатна за пацијенте, јер може пореметити сан, она је непрактична за употребу у већини центара за спавање.
Неке истраживачке студије су откриле да је висок индекс респираторних поремећаја, који је био значајно повезан са прекомерном дневном поспаношћу и да је ова корелација била јача од оне код  учесталих напада изазваних засићењем кисеоником испод 85%, док су друге студије  пронашле само слабу и непоуздану корелацију. Новије студије су пронашле импресивније резултате метода у лечењу пацијената са RERAs и респираторним догађајима који задовољавају дефиницију хипопнеје у свим аспектима осим код смањења нивоа засићености кисеоником.
Америчка академија за медицину спавања користи три категорије ИРП (слично онима који се користи у АХИ) за одређивање тежине опструктивне апнеје у сну према следећим критеријумима:
- благ  (5-14,9 догађаја/сат),

- умерен  (15-29,9 догађаја/сат),
- тешка (>30 догађаја/сат).

## Формула
Формула за процену  ИРП је:
ИРП = (RERAs + хипопнеја + апнеја) Х 60 / ТСТ (укупно време спавања у минутима). 
- ИРП је просечан број епизода опструктивне апнеје, хипопнеје и узбуђења везаног за респираторни догађај по сату сна.[4]
- ТСТ је „укупно време спавања“

## Супротстављени ставови
Тренутно не постоји јасан консензус у овом погледу. Сугерисано је да је свако ограничење протока хипопнеја, али не постоје подаци који би показали валидност тврдње; трајање поремећаја протока неопходног за дефинисање "хипопнеје" али је оно такође нејасно. Кључни посао који је довео до одабира критеријума трајања од 10 секунди за „апнеју“ (дуже од 2 удисаја код здравих мушкараца од 25 до 45 година) обављен је пре више од 30 година и сматрао је засићење кисеоником или ЕЕГ промене у сну. 
Сада је препознато да визуелно оцењено алфа ЕЕГ узбуђење можда не представља пуну индикацију поремећаја сна. Такође је познато из узорковања артеријске крви и мерења гасова у крви да се промене у Па можда неће одразити на пад засићености кисеоником од 3% до 4%. Тип оксиметра који се користи, брзина узорковања опреме, локација на телу сензора, пигментација коже, активација аутономног нервног система и степен периферне вазоконстрикције такође могу утицати на очитавање оксиметра. Само код деце у препубертетској доби уложени су напори да се процене правила за бодовање ИРП у поређењу са клиничким исходом иу контексту поузданости интерскора и поремећаја сна који се не виде визуелним бодовањем.